# Treubiaceae
Die Treubiaceae sind eine Familie der Lebermoose mit nur zwei Gattungen und stellen eine eigene  Ordnung Treubiales sowie Klasse Treubiopsida dar.

## Merkmale
Die Treubiaceae besitzen einen etwa zehn Zentimeter langen Thallus. Dieser ist gelappt und weder eindeutig thallös noch foliös. Auf der Oberseite sitzen schuppenartige Organe (Dorsalschuppen). Unter diesen werden die Gametangien gebildet. Dieser innerhalb der Moose einzigartige Aufbau wird unterschiedlich interpretiert: zum einen als zwei Lappen eines Blattes, zum anderen als Zwischengebilde zwischen Thallus und beblätterter Pflanze. Der Thallus besitzt komplexe Ölzellen und Zäpfchenrhizoide, Merkmale der Marchantiopsida. Die Position der Gametangien in Blattachseln ist ein Merkmal der Jungermanniopsida. Merkmale, die die Gruppe mit keiner anderen teilt, sind eine vierkantige Scheitelzelle und ventrale Schleimpapillen. Der Blepharoplast, eine Struktur des Spermatozoiden, ähnelt dem von Haplomitrium. Die Verbindung zwischen Sporophyt und Gametophyt nimmt eine Mittelstellung zwischen den Formen der Marchantiopsida und Jungermanniopsida ein.

## Systematik
Die Gruppe wurde früher als Familie in die Ordnung Metzgeriales gestellt. Die Gruppe besitzt jedoch Merkmale sowohl der Marchantiopsida als auch der Jungermanniopsida. Auch molekulare Stammbäume stellen die Treubiales an die Basis der Lebermoose. Dies wird dahingehend gedeutet, dass Treubia bzw. deren Vorfahren am Ausgangspunkt der Evolution der Lebermoos-Gruppen stand.
Es gibt nur zwei Gattungen:
- Treubia mit sechs Arten
- Apotreubia mit vier Arten

Aus dem Karbon ist Treubiites kidstonii beschrieben worden, die den heutigen Arten sehr ähnlich ist. Die zeitweise angenommene Verwandtschaft wird aber heute zurückgewiesen.

## Vorkommen
Die Gattung Treubia ist in Teilen des ehemaligen Gondwana-Kontinents verbreitet, Apotreubia ist in Indien und auf beiden Seiten des Pazifiks in Ostasien und Nordamerika heimisch.